# Некрасов, Александр Иванович (композитор)
Александр Иванович Некрасов (16 декабря 1946, Красный Кут Саратовской области Россия) — советский и украинский композитор, ученый, музыкальный педагог, музыкальный критик и общественный деятель. Член Национального союза композиторов Украины (1979), Национального всеукраинского музыкального союза (1992), Национального союза журналистов Украины (2005); доцент (1991), заслуженный деятель искусств Украины (1995), профессор (1996); награжден медалью (1970)

## Биография
Родился А. И. Некрасов 16 декабря 1946 года в России в г. Красный Кут Саратовской области.
Сначала профессиональное образование как баянист получил на Волыни в Луцком музыкальном училище (1963—1966, классы А. Н. Бедняка и В. А. Короля). Высшее образование как концертный исполнитель, преподаватель и дирижёр получил в Львовской консерватории имени Н. Лысенко на отделе народных инструментов (1966—1971, классы Н. Ф. Ремаренка и Г. Н. Казакова).
С 1966 года работал преподавателем, а с 1970 по 1973 — директором Черниговой детской музыкальной школы, которую на Волыни было основано с его участием.
1973—1977 получил второе высшее образование во Львовской консерватории, но уже на композиторском факультете (класс композиции профессора Г. А. Симовича).
С 1977 работает в Донецкой государственной музыкальной академии имени С. С. Прокофьева, где прошел путь от преподавателя до профессора кафедры теории музыки и композиции.
В 1996—2007 годах был деканом исполнительского факультета.
С 2000 — профессор кафедры композиции и современных музыкальных технологий.

## Творческая деятельность
А.Некрасов — автор музыки различных жанров для симфонического оркестра и оркестров народных инструментов, хоровых и инструментальных произведений (для фортепиано, арфы, баяна, домры), вокальных циклов, романсов и песен на слова народного поэта Азербайджана Наби Хазри, украинских поэтов. Гея, П.Маха, М.Рыбаки, Г.Сингаевского, И.Струцюка, П.Тычины, И.Чернецкого, В. Ладижця, музыки для детей и юношества.
Музыка композитора часто исполняется на Украине, звучала и получила признание в Италии, Канаде, Латвии, Польши, России, других странах. Его произведения на протяжении значительного времени есть в репертуаре многих ведущих исполнителей хоровых коллективов, инструменталистов и певцов), с успехом исполнялись в концертах Национального Союза композиторов Украины, во время хоровых ассамблей и олимпиад, неоднократно включались в программы творческих отчетов мастеров искусств разных регионов Украины в Киеве. Известные художественные коллективы представляли музыку художника во время многих международных музыкальных фестивалей «Киев Музик Фест», нескольких республиканских фестивалей Киевской организации Национального союза композиторов Украины «Музыкальные премьеры сезона», в программах фестиваля «Riga Dimd» (Латвия), «Internationales Chorfestivel» в Германии, «Chorolympiade» в Австрии, хор-фестах «Златоверхий Киев», «Южная пальмира» (Одесса), «Organum» (Сумы), фестивале духовных песнопений «От рождества к Рождеству» (Днепропетровск) «Фестиваля славянской фортепианной музыки» (г. Мелитополь Запорожской области), Всеукраинского «Певческого Собора на Святых Горах». Святогорск Донецкой области), в программах международных хоровых конкурсов имени Леси Украинки (м. Луцк Волынской области), международном конкурсе студентов-пианистов «Forum International Pedagogique de Musique» (Франция, Париж), Всероссийском конкурсе пианистов в рамках Ш Всероссийской конференции-фестиваля творчества студентов «Юность большой Волги» (Россия, г. Чебоксары), в различных фестивалях детского хорового творчества.
Во время участия в международных конкурсах современной музыки в Ирландии, Италии, Германии, России, Венгрии, Франции и во Всеукраинских международных конкурсах с исполнением музыки А.Некрасова многочисленные отечественные исполнители удостаивались высших конкурсных наград. Ярким примером является киевский камерный хор «Крещатик» (основатель Л.Бухонская), который исполнял произведения А.Некрасова в трех международных конкурсах современной музыки в странах Западной Европы (Ирландия, г. Слайго, 1994 — первая премия; Германия, г. Даупфеталь, I конкурс имени Ф.Мендельсона-Бартольди, 1996, первая премия; Венгрия, г. Дебрецен, XVII конкурс имени Бы. Бартока, 1996, третья премия). А среди детских художественных коллективов постоянным исполнителем музыки А.Некрасова стал хор «Сяйво» Нежинской детской музыкальной школы (руководитель С.Голуб), который также многократно представлял его произведения в международных конкурсах (1999, VII международный фестиваль детского хорового творчества «Поет Киевщина», Гран-при; международный конкурс-фестиваль имени Г.Струве «Артековские зори», 2002 и 2004 — первое место и Кубок фестиваля, 2006 — Гран-при «Кубок Авдиевского»).
С 1980 года композитором проведено более 20 авторских концертов (в Киеве, Донецке, на Волыни), более 100 творческих встреч с поклонниками музыки и учащейся молодежью. Дважды он становился победителем конкурсов украинских композиторов на лучшую песню (1985, 1987). Его музыка стала основой нескольких полнометражных авторских программ Украинского радио и телевидения и областных телерадиокомпаний, ряд его произведений издан, записан в фонды Украинского радио и Донецкой областной государственной телерадиокомпании, приобретено Министерством культуры и туризма Украины.
Научный, методический и педагогический опыт А.Некрасова отражено в научно-методических трудах — учебных программах музыкальных академий Украины и статьях по вопросам музыкальной педагогики и методики работы с творческой молодежью. Кроме этого, по заказу Министерства культуры и туризма Украины им создан ряд композиций, в том числе изданных в сборниках педагогического репертуара, которые внедряются в учебный процесс в редакциях ведущих педагогов Украины. Музыка композитора широко используется в процессе художественного и музыкально-эстетического воспитания молодежи. Не случайно в разных городах Украины первыми исполнителями музыки композитора часто становились художественные коллективы именно музыкальных учебных заведений.
Как один из основателей донецкой композиторской школы со времени открытия композиторского факультета Донецкой музыкальной академии А.Некрасов подготовил ряд талантливых композиторов. Плодотворно работает в песенном жанре его выпускница А.Пачевская, автор многих песен, вошедших в репертуар Л.Вайкуле, А.Малинина, А.Пугачевой, Л.Успенской и других. Воспитанник А.Некрасова С.Вешкин стал дипломантом конкурса молодых композиторов на родине С. С. Прокофьева «Украина молодая», а И.Андрианов — дипломантом международного конкурса композиторов «Gradus ad parnassum» и членом Национального союза композиторов Украины. С.Тихонова работает заведующим ассистентуру-стажировку (аспирантуру) Донецкой музыкальной академии имени С. С. Прокофьева. Особенно высокие творческие достижения имеет выпускник А.Некрасова, член Национального союза композиторов Украины В.Скрипник, который стал лауреатом республиканских премий имени Н. А. Островского и Л. Н. Ревуцкого, а также международного конкурса композиторов имени Иванны и Марьяна Коць, заслуженным деятелем искусств Украины, профессором, кандидатом искусствоведения, сначала проректором по учебной работе, а впоследствии и ректором Донецкой музыкальной академии имени С. С. Прокофьева.
Деятельность А.Некрасова обозначена неоднократным избранием его в руководящие органы Национального союза композиторов Украины и Донецкой композиторской организации, участием в работе жюри музыкальных конкурсов и фестивалей, назначениями председателем государственных комиссий во время выпускных экзаменов и экспертом Государственной инспекции Министерства образования Украины по аттестации и аккредитации музыкальных учебных заведений. В 2000—2006 годах он был директором международного конкурса молодых вокалистов «Ихний ярмарок» имени А. Б. Соловьяненко, которая проводится в Донецке. Много сделано А.Некрасовым для культуры Украины, особенно Донбасса, как журналистом и общественным корреспондентом (музыкальным обозревателем) областной газеты «Донетчина». Многочисленные его статьи и музыкально-критические материалы опубликованы во всесоюзном журнале «Советская музыка», республиканских журналах «Музыка» и «Украинская культура», газете «Культура и жизнь», региональной периодике.
Анализ и оценку творчества А.Некрасова содержат многочисленные научные публикации, его музыку включен в учебные программы музыкальных учебных заведений, наряду с произведениями других известных композиторов современности она уже стала основой нескольких диссертаций музыковедов Украины. А разносторонняя деятельность А.Некрасова отмечена областной премией имени С. С. Прокофьева (Донецк, 1992), почетным званием «Заслуженный деятель искусств Украины» (1995), почетными дипломами, грамотами и благодарностями государственных и общественных учреждений, музыкальных учебных заведений.

## Перечень произведений
ОРКЕСТРОВАЯ МУЗЫКА
«'Для симфонического оркестра»':
- «Каспийская фантазия» — 1985.
- «Сестра солнца», восточная новелла (сюита) — 1984.
- «Торжественная увертюра» — 1977; вторая ред. — 1979.

«'Для оркестров народных инструментов»':
- «Гуцульская рапсодия на темы песен украинских композиторов», для оркестра народных инструментов — 1980.
- «Иллюстрации к народным сказкам», сюита для оркестра народных инструментов — 1982.
- «Три гуцульских гобелены», сюита для домрового оркестра — 1993.

ХОРОВАЯ МУЗЫКА
Оригинальные хоровые произведения:
- «Ой вы, хлебные поля», сл. В. Лагоды, для смешанного хора a cappella — 1985.
- «Сирень», сл. В. Руденко, для смешанного хора a cappella — 2007.
- «Гимн воскресению Христову», сл. Й. Струцюка, для смешанного хора a cappella — 1998.

«'Хоровые произведения на темы украинских народных песен»':
- Две фольклорных импровизации на темы шутливых украинских народных песен («Свадьба Мухи», «Повадился журавель»), для смешанного хора a cappella — 1994.
- «Песни из Волыни», хоровой цикл из четырех фольклорных сюит:

Фольклорная сюита № 1 на темы детских украинских народных песен, для женского хора a cappella — 1990.
Фольклорная сюита № 2 на темы украинских народных песен о любви, для смешанного хора a cappella — 1990.
Фольклорная сюита № 3 на темы обычаев и обрядовых украинских народных песен, для женского хора a cappella — 1992.
Фольклорная сюита № 4 на темы обычаев и обрядовых украинских народных песен, для смешанного хора a cappella — 1992.
- «Распилась женщина», импровизация на тему шуточной украинской народной песни, для смешанного хора в сопровождении фортепиано — 1991.

КАМЕРНО-ИНСТРУМЕНТАЛЬНАЯ МУЗЫКА
Для фортепиано, квинтета духовых и ударных инструментов:
- «Украинское скерцо» — 1986.

«'Для фортепиано»':
- «Восемь прелюдий» — 1991.
- «Гуцульская сюита» (гобелены) — 1985.
- «Два фантастических эскизы» — 1986.
- Две иллюстрации к народным сказкам («Мертвая и живая вода», «Колдунья») — 1982.
- «Две прелюдии» — 1973.
- «Две прелюдии» — 1981.
- «Две прелюдии» — 1991.
- Вариации «Зеркальные структуры» — 1977.
- «Элегия» — 1998.
- «Импровизация» — 1995.
- «Карпатская сюита» — 1978.
- «Три посвящения Сергею Сергеевичу Прокофьеву» — 1992.

«'Для арфы и фортепиано»':
- «Закличка и интродукция Бояна» — 1988.

«'Для домры и фортепиано»':
- «Вариации» — 1985.
- «Гуцульская круг» — 1994.
- «Элегия» — 1986.

«'Для баяна»':
- «Скерцо» — 1987.
- «Четыре этюды» — 1987.

КАМЕРНО-ВОКАЛЬНАЯ МУЗЫКА
Циклические произведения:
- «Бой», сл. М.Стельмаха, вокальный цикл, для сопрано — 1976.
- Две басни Ивана Крылова («Лебедь, Рак и Щука», «Волк и Лисица»), для сопрано — 1973.
- «Люди и песни», вокальный цикл для тенора — 1977; вторая ред. — 1980
- Два стихотворения Наби Хазри («Когда ты говоришь», «Материнские руки»), для тенора или сопрано — 1977; вторая ред. — 2009.
- Два стихотворения Наби Хазри («Бессонница», «Вершинное облако»), для тенора — 1980.
- Два стихотворения Наби Хазри («Цветы бы зацвели», «Горы гордятся»), для баритона — 1981.

«'Романсы»':
- «Вы знаете, как липа шелестит..», сл. П.Тычины, для сопрано или тенора — 1973.
- «Вышла к колодцу», сл. П.Маха, для сопрано — 1990.
- «Голос детства», сл. В.Гея, для высокого голоса — 1986.
- «Иду я в туманы», сл. П.Маха, для баритона. — 1986.
- «Притча бабьего лета», сл. Й.Струцюка, для сопрано. — 1973.
- «Ты со мной», сл. Й.Струцюка, для баритона — 1984.
- «Тихая баллада», сл. М.Сингаевского, для сопрано — 1974.
- «Майские росы», сл. В.Рудича, для баритона — 1987.

«'Композиции на темы украинских народных песен»':
- «Была на Купале», обработка украинской народной песни, для сопрано — 1992.
- Импровизация на тему шуточной украинской народной песни «Розпилася женщина», для сопрано. — 1991.

Песни (более 30) на слова А.Богачука, С.Дружиновича, А.Землянского, Г.Калюжной, Есть. Крижевича, В.Лагоды, Ю.Мальцева, П.Маха, Г.Пасько, Н.Рыбаки, И.Струцюка, И.Чернецкого.
МУЗЫКА ДЛЯ ДЕТЕЙ
«'Хоровые произведения»':
- «Уже солнышко в море сида», слова Л. Украинки, для хора a cappella — 1977.
- «Козочки», фольклорный диптих на темы детских украинских народных песен из Подолья, для хора a cappella — 1993.
- «Козуню-любуню», свободная обработка украинской народной песни для хора a cappella — 1994.
- «На зеленом пригорке», сл. Л.Украинки, для хора или вокального ансамбля в сопровождении фортепиано — 1980.

Произведения для фортепиано и вокальные произведения на слова Г.Бойко, Т.Волгиной, В.Ладижця, Г.Пасько.
Переложение музыкальных произведений для детей других авторов:
- Кабалевский Д. «Детский альбом», ор. 39 (24 пьесы для фортепиано). Переложение для скрипки и фортепиано. Редакция партии скрипки А.Каравацького — 2004.

## Научные и методические труды
- Жизнь в музыке. Документальная монография // Донецкая государственная музыкальная академия им. С. С. Прокофьева. — Киев-Донецк. — 2003. — 212 с.
- Методика преподавания инструментовки. Программа для высших музыкальных учебных заведений по специальности «Композиция». — К.: Государственный методический центр учебных заведений культуры и искусств. — 2000.
- Методика преподавания сольфеджио. Программа для историко-теоретических и композиторских факультетов музыкальных вузов. — К.: Республиканский методический кабинет учебных заведений искусств и культуры. — 1995.
- Музыкальная критика. Статьи и материалы / Общая редакция, автор вступительной статьи и комментариев Т. Тукова. — Донецк: Юго-Восток. — 2009. — 188 с.
- Роль музыкального фольклора в нравственном воспитании молодежи. В сб.: Проблемы формирования нравственной культуры. Тезисы докладов научно-практической конференции (г. Донецк, апрель 1995 г.) / Донецкий государственный университет. — Донецк. — 1995.
- Современные композиторские техники в исполнительской практике. Программа для специальности 8.020205. «Музыкальное искусство». — 2001.
- Хоровая аранжировка. Программа для высших музыкальных учебных заведений по специальности «Хоровое дирижирование». — 1995.
- Хрестоматия по слуховому гармоническому анализу в курсе сольфеджио. Практическое пособие для высших музыкальных учебных заведений по специализации «Хоровое дирижирование»:

Часть первая. Диатоника. — 1989.
Часть вторая. Альтерация. — 1991.
- Статьи, критические материалы, интервью в периодике (более 60).

## Сборники стихов
"'На русском языке*: Заветная любовь. Поэзии. — Донецк. — 2004. — 44 сек.
- Странная анатомия человека в стихах для детей. — Донецк. — 2006. — 40 сек.

"'На русском языке*: Воспоминания. Стихи. — Донецк. — 2005. — 50 сек.
- Мелодия любви. Стихотворения. Рассказ. — Донецк. — 2007. — 44 сек.

## Аудио
- «Раскопает я гору», обработка украинской народной песни для женского хора или вокального ансамбля. Исполнитель — квинтет «Украния» (недоступная ссылка)
- «Повадился журавель», импровизация на тему шуточной украинской народной песни

## Видео
- «Раскопает я гору», обработка украинской народной песни для женского хора или вокального ансамбля. Исполнитель — квинтет «Украния»
- «Элегия», «Гуцульская круг». для домры и фортепиано. Исполнители — Светлана Белоусова (домра), концертмейстер Марина Коваленко (фортепиано)